# Cratere Enkidu
Enkidu è un cratere sulla superficie di Ganimede.